# Yoshio Miyajima
Yoshio Miyajima (宮島義勇 Miyajima Yoshio?, n. 3 februarie 1909, Prefectura Nagano, Japonia – d. 21 februarie 1998) a fost un operator de film și director de imagine japonez din secolul al XX-lea. Este cunoscut pentru activitatea sa la filmele Harakiri, trilogia The Human Condition și Kwaidan, regizate de Masaki Kobayashi.

## Filmografie
- Utano yononaka (The Singing World) (1936)[2]
- Bushido orakanarishi (When the Bushido is Big-Hearted) (1936)[2]
- Nihon josei dokuhon (Japanese Women's Textbook) (1937)[2][3]
- Minamikaze no oka (Hill of the South Wind) (1937)[2]
- Edo no shirasagi (White Egret in Edo) (1937)[2]
- Kaminari oyaji (Tough Dad) (1937)[2]
- Jinsei Keiba (Life Is a Horse Race) (1938)[2]
- Katei niki (zen) (Family Diary, Part One) (1938)[2]
- Katei niki (go) (Family Diary, Part One) (1938)[2]
- Den'en kôkyôgaku (Pastoral Symphony) (1939)[2]
- Uruwashiki shupatu (Beautiful Departure) (1939)[2]
- Machi (Town) (1939)[2]
- Roppa no shinkon ryoko (Roppa's Honeymoon) (1940)[2][4]
- Ribbon o musubu fujin (The Lady Ties a Ribbon) (1939)[2]
- Moyuru ozora (The Burning Sky) (1940)[2]
- Shidô monogatari (1941)
- Ani no hanayome (A Brother's Bride) (1941)[2]
- Kaiketsu (The Solution) (1941)[2]
- Ano hata o ute (Fire on the Flag!) (1944)[2]
- War and Peace (Sensô to heiwa) (1947)
- Onna no issho (1949)[2]
- And Yet We Live (Dokkoi ikiteru)(1951)[2][5]
- Boryoku (1952)
- Mura hachibu (1953)
- Kanikōsen (1953)
- Before Dawn (Yoake mae) (1953)
- Wakai hitotachi (1954)
- Ashizuri misaki (1954)
- Aisureba koso  (1955) - (segmentul „1”)
- Ginza no onna (1955)
- Bijo to kairyū (1955)
- An Actress (Joyu) (1956)
- Yellow Crow (Kiiroi karasu) (1957)
- Umi no yarodomo (1957)
- Hotarubi (1958)
- Kisetsufu no kanatani (1958)
- Naked Sun (1958)
- The Human Condition I: No Greater Love (1959)
- Karatachi nikki (1959)
- The Human Condition II: Road to Eternity (1959)
- Onna no saka (1960)
- Lover Under the Crucifix (Ogin sama)[6] (1960)
- The Human Condition III: A Soldier's Prayer (1961)
- Harakiri (1962)[7]
- Kwaidan (1964)[2][8]
- Live Your Own Way (Wakamono tachi) (1967)
- Zoku otoshimae (1968)
- Forward Ever Forward (Wakamono wa yuku) (1969)
- Empire of Passion (1978)
- The Fall of Ako Castle (1978)
- Shikake-nin Baian (1981)

## Premii și nominalizări
| An   | Festival                           | Premiu               | Rezultat     | Film                                                                                          |
| ---- | ---------------------------------- | -------------------- | ------------ | --------------------------------------------------------------------------------------------- |
| 1954 | Premiul Mainichi                   | Cea mai bună imagine | Câștigat     | Before Dawn (1953) Kanikosen (1953)                                                           |
| 1960 | Premiul Mainichi                   | Cea mai bună imagine | Câștigat     | The Human Condition I: No Greater Love (1959) The Human Condition II: Road to Eternity (1959) |
| 1962 | Premiul Mainichi                   | Cea mai bună imagine | Câștigat     | The Human Condition III: A Soldier's Prayer (1961)                                            |
| 1966 | Premiul Mainichi                   | Cea mai bună imagine | Câștigat     | Kaidan (1961)                                                                                 |
| 1979 | Premiul Academiei Japoneze de Film | Cea mai bună imagine | Nominalizare | Empire of Passion (1978) The Fall of Ako Castle (1978)                                        |
| 1999 | Premiul Mainichi                   | Premiu special       | Câștigat     | Pentru întreaga carieră                                                                       |